# Warczewiczella
Warczewiczella är ett släkte av orkidéer. Warczewiczella ingår i familjen orkidéer.
Kladogram enligt Catalogue of Life:
| Warczewiczella | \| \| Warczewiczella amazonica \| \| \| \| \| \| Warczewiczella candida \| \| \| \| \| \| Warczewiczella discolor \| \| \| \| \| \| Warczewiczella guianensis \| \| \| \| \| \| Warczewiczella ionoleuca \| \| \| \| \| \| Warczewiczella lipscombiae \| \| \| \| \| \| Warczewiczella lobata \| \| \| \| \| \| Warczewiczella marginata \| \| \| \| \| \| Warczewiczella palatina \| \| \| \| \| \| Warczewiczella timbiensis \| \| \| \| \| \| Warczewiczella wailesiana \| \| \| \| |
|                | \| \| Warczewiczella amazonica \| \| \| \| \| \| Warczewiczella candida \| \| \| \| \| \| Warczewiczella discolor \| \| \| \| \| \| Warczewiczella guianensis \| \| \| \| \| \| Warczewiczella ionoleuca \| \| \| \| \| \| Warczewiczella lipscombiae \| \| \| \| \| \| Warczewiczella lobata \| \| \| \| \| \| Warczewiczella marginata \| \| \| \| \| \| Warczewiczella palatina \| \| \| \| \| \| Warczewiczella timbiensis \| \| \| \| \| \| Warczewiczella wailesiana \| \| \| \| |
|                | Warczewiczella amazonica |
|                | |
|                | Warczewiczella candida |
|                | |
|                | Warczewiczella discolor |
|                | |
|                | Warczewiczella guianensis |
|                | |
|                | Warczewiczella ionoleuca |
|                | |
|                | Warczewiczella lipscombiae |
|                | |
|                | Warczewiczella lobata |
|                | |
|                | Warczewiczella marginata |
|                | |
|                | Warczewiczella palatina |
|                | |
|                | Warczewiczella timbiensis |
|                | |
|                | Warczewiczella wailesiana |
|                | |

## Bildgalleri

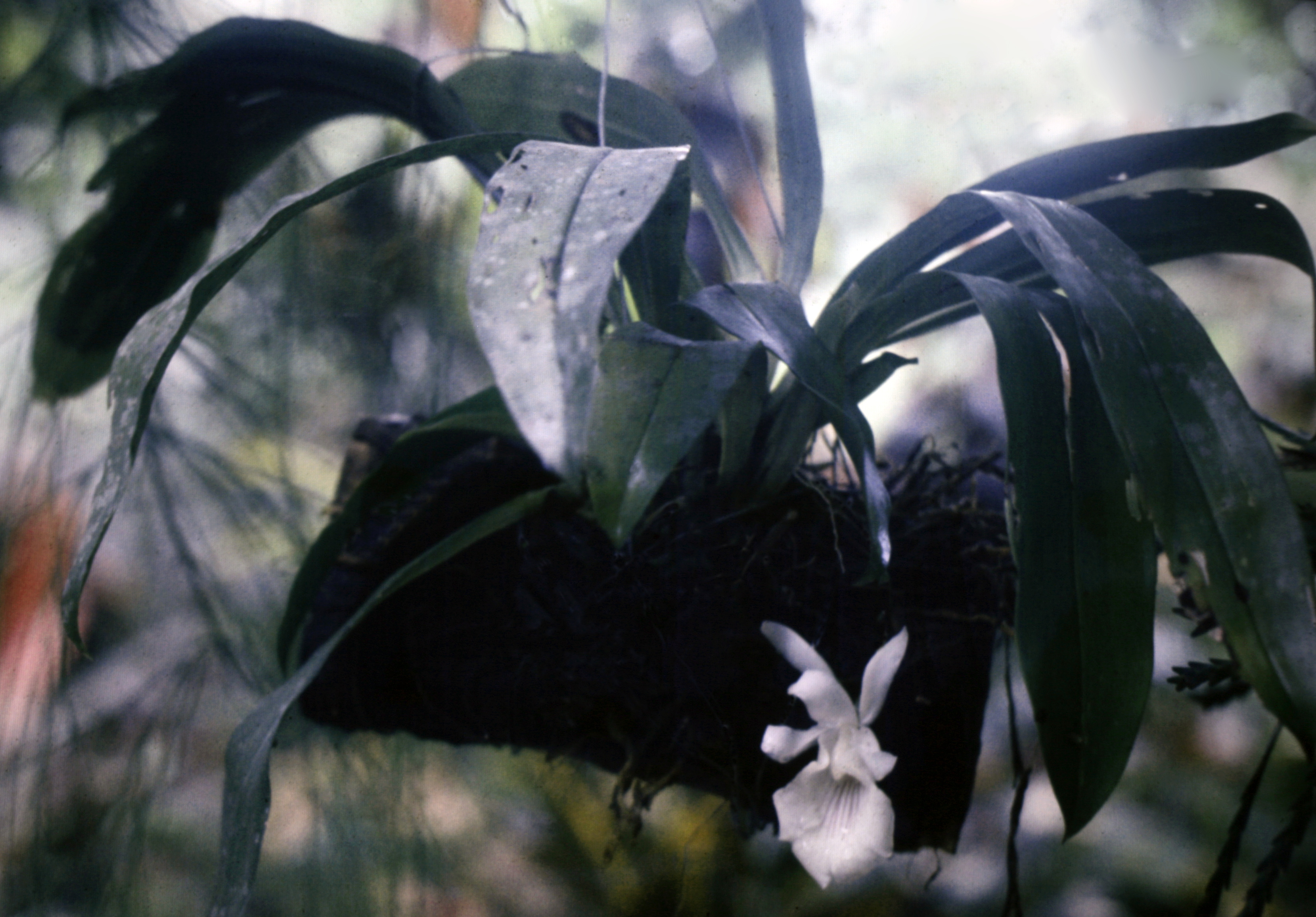